# Bathyepsilonema bahiae
Bathyepsilonema bahiae är en rundmaskart som beskrevs av Gerlach 1957. Bathyepsilonema bahiae ingår i släktet Bathyepsilonema och familjen Epsilonematidae. Inga underarter finns listade i Catalogue of Life.